# Manuel Loff
Manuel Vicente de Sousa Lima Loff (Porto, 13 de Fevereiro de 1965) é um historiador, professor universitário, ensaísta e colunista português, ex-deputado à Assembleia da República na bancada do Partido Comunista Português pelo círculo eleitoral do Porto durante a XV Legislatura.
É colunista do jornal diário Público.

## Biografia

### Percurso Académico
Licencia-se em História pela Faculdade de Letras da Universidade do Porto em 1988.
É Mestre em História dos séculos XIX e XX pela Faculdade de Ciências Sociais e Humanas da Universidade Nova de Lisboa desde 1994, com a tese «Franquismo e Salazarismo na Época de Hitler. Regime político, preconceito ideológico e oportunidade histórica na redefinição internacional de Portugal e Espanha (1936-1942)».
É Doutor em História e Civilização pelo Instituto Universitário Europeu em Florença desde 2004, onde defendeu a tese «As duas ditaduras ibéricas na Nova Ordem eurofascista (1936-1945). Autodefinição, mundivisão e Holocausto no Salazarismo e Franquismo».

#### Professor Universitário
É professor na Faculdade de Letras da Universidade do Porto no seu Departamento de História e Estudos Políticos e Internacionais, do qual é, de 2014 a 2019, Coordenador do Mestrado em História, Relações Internacionais e Cooperação e membro do Concelho Científico.
É investigador do Instituto de História Contemporânea da Faculdade de Ciências Sociais e Humanas da Universidade Nova de Lisboa, no qual se dedica sobretudo à História da política e da ideologia no século XX, em particular do fascismo, com foco nos casos português e espanhol.
É investigador do Instituto de História Contemporânea e do Centre d’Estudis sobre Dictadures i Democràcias.
Foi Professor Visitante da Universidade Hebraica de Jerusalém em 2013, Professor Assistente na Escola Superior de Educação do Instituto Politécnico do Porto entre 1994 e 1996, e Professor Associado na Faculdade de Filosofia e Letras da Universidade Autónoma de Madrid entre 1996 e 1997.

Coordena, desde 2010, o projecto "Estado e memória: políticas públicas da memória da ditadura portuguesa (1974-2009)" financiado pela Fundação para a Ciência e Tecnologia.

Foi em 2021 membro do júri de avaliação das candidaturas às Bolsas de Investigação Pós-Doutoral do Instituto de História Contemporânea da Universidade Nova de Lisboa. É também membro da Comissão de Admissões da École de Hautes-Études Ibériques da Casa de Velázquez, em Madrid, na área Época Moderna e Contemporânea.
Foi em 1998 formador do curso "O Salazarismo no contexto das ditaduras europeias e da História contemporânea portuguesa" na Universidade Popular do Porto.

## Atividade política
Durante o período no qual completa a sua formação universitária Manuel Loff participa da direção de movimentos estudantis de contestação às políticas dos governos encabeçados pelo Primeiro Ministro Aníbal Cavaco Silva, em particular na defesa do Ensino Superior público e da política para a ciência.
Nas Eleições Legislativas portuguesas de 2022 será o terceiro da lista da Coligação Democrática Unitária apresentada ao círculo eleitoral do Porto, atrás das deputadas Diana Ferreira e Ana Mesquita.

## Deputado à Assembleia da República

### XV Legislatura

#### Tomada de posse como Deputado
Manuel Loff toma posse como deputado à Assembleia da República Portuguesa durante a XV Legislatura, em Março de 2023, em consequência da decisão da deputada Diana Ferreira de não retomar o seu lugar de deputada no qual estava temporariamente substituída, desde Setembro de 2022, em função da sua licença de maternidade, por Alfredo Maia. Manuel Loff substituirá assim Alfredo Maia para o período compreendido entre a sua tomada de posse e o término dessa Sessão Legislativa, em Setembro de 2023.

#### Substituição como Deputado
Finda a sessão legislativa, Manuel Loff cede em Setembro de 2023 o lugar de deputado à Assembleia da República Portuguesa ao deputado que originalmente viera substituir, o jornalista Alfredo Maia, que retoma assim o seu lugar como deputado com o arranque da nova sessão legislativa.

### Cargos Exercidos na Assembleia da República
Manuel Loff foi Vice-Presidente da Comissão de Trabalho, Segurança Social e Inclusão da Assembleia da República e membro da sua Comissão de Agricultura e Pescas assim como da sua Comissão de Ambiente e Energia.
Foi coordenador do Grupo de Trabalho da Comissão de Educação e Ciência. Pertenceu aos Grupos de Trabalho para o Parlamento dos Jovens, para a Inclusão e Direitos das Pessoas com Deficiência, para as Audiências e Audição de Peticionários, para o Acompanhamento do Plano de Recuperação das Aprendizagens, para as Ordens Profissionais, para a Reparação de danos emergentes de acidentes de trabalho dos praticantes desportivos profissionais, para a Avaliação da Lei nº 62/2007, de 10 de setembro, que estabelece o Regime Jurídico das Instituições de Ensino Superior, para a Forma de Pagamento do Apoio Extraordinário e para a Primeira Alteração ao Estatuto do Cuidador Informal.
Fez parte do grupo de parlamentares conexos com a UNESCO.
Participou como representante de Portugal na 111ª Conferência Internacional do Trabalho.

## Obra publicada
- O «Novo Normal», editora Página a Página - Janeiro de 2022;
- A participação política da juventude em Portugal. A participação política de jovens vista por dentro: perspectivas de ativistas sobre as formas, as causas, os motivos e o futuro, publicações da Fundação Calouste Gulbenkian — 2022;
- Construção do Estado, Movimentos Sociais e Economia Política (co-autoria de Joana Dias Pereira, Ana Sofia Ferreira e Manuel Loff), publicações do Instituto de História Contemporânea — 2021;
- Da descolonização ao pós-colonialismo: perspetivas pluridisciplinares, Faculdade de Psicologia e de Ciências da Educação/Faculdade de Letras da Universidade do Porto (coordenação de João Caramelo, com participação de Ana Sofia Ferreira e Manuel Loff) — 2019;
- The true story of planet mars: a portuguese utopia about food and public health (co-autoria de Maria Luísa Malato e Manuel Loff) — 2019;
- Ditaduras e Revolução, Edições Almedina — Janeiro de 2015;
- Dicionário de História da I República e do republicanismo (com coordenação geral de Maria Fernanda Rollo, e coordenação científica de David Luna de Carvalho, Carlos Cordeiro, Hélder Adegar Fonseca, Paulo Fontes, Ernesto Castro Leal, Manuel Loff, Vítor Neto, Ana Paula Pires, Rui Ramos), edições Assembleia da República  — 2013;
- Salazarismo, Tarrafal, Guerra de Espanha: História e Memória 70 anos depois, Portugal — 2011;
- Dossier Temático: A República no seu Primeiro Centenário: um debate aberto, publicado pela Revista da Faculdade de Letras – História — 2010;
- O Nosso Século é Fascista!, editora Campo das Letras — Maio de 2008;
- Portugal: 30 Anos de Democracia (1974-2004), Editora da Universidade do Porto — Junho de 2006;
- Salazarismo e Franquismo na Época de Hitler, editora Campo das Letras - Abril de 1996;[13]

## Ligações Externas
- Manuel Loff na CNN
- Manuel Loff no Jornal Público
- Entrevista de Manuel Loff ao jornal digital Setenta e Quatro
- Obra publicada de Manuel Loff
- Manuel Loff no Instituto de História Contemporânea da Faculdade de Ciências Sociais e Humanas da Universidade Nova de Lisboa